# Sindarin
J.R.R. Tolkien udviklede mange sprog som en hobby. Sindarin er et af disse sprog. Sindarin er et af de sprog som elverne i Tolkiens bøger Hobitten og trilogien Ringenes Herre taler og skriver. Sindarin kaldes også gråelversproget. I bøgernes univers er sindarin det sprog der tales af de elverfolk, der er bosiddende i Midgård. I modsætning til quenya, der hovedsageligt benyttes som ceremonielt og kunstsprog, har sindarin forandret sig meget igennem tidsaldrene, idet det har været under konstant påvirkning af de dødelige mennesker, hvis korte liv medfører, i elvernes målestok, hastige omvæltninger af samfundet.